# Xetá
Xetá (Ssetá, Héta, Seta, Shetá, Sheta, Cheta, Yvaparé, Ivapare, Aré), pleme Tupian Indijanaca, skupine Guarani, identični sa starim Notobotocudo Indijancima. Danas žive s Caingang Indijancima u brazilskoj državi Paraná pod imenom Xetá. Populacija im iznosi između 100 i 250 (1986 SIL).
Ovi Indijanci su pogrešno nazivani i Botocudo i Notobotocudo, što dolazi po drvenim labretima kakve su nosili Botokudi, ali njima jezično ne pripadaju. Aré ili Shetá u ranom 20. stoljeću žive na rijeci Ivahy (lat. 24°S i long. 53°W), blizu Ranharanha (Ariranha) Cachoeira. Borba (1904) i Loukotka (1929) navode, da su napustili polja za obrađivanje i počeli lutatu šumom, kao što to čine Guayaki.

## Vanjske poveznice
- Xetá